# 114号線 (チェコ)
チェコ国鉄114号線、別名ロヴォシツェ〜ポストロプルティ線（チェコ語;Železniční_trať_Lovosice_-_Postoloprty）は、チェコ国鉄の鉄道線の名称である。
ロヴォシツェ～リボホヴィツェ間は、1882年に国有鉄道会社の路線として開業した。残りの区間は、帝立王立国有鉄道の路線として、1895年にポストプルティ～ロウニ間が、1902年にロウニ～リボホヴィツェ間が開業した。
2022年度以前は、ロヴォシツェ - リトムニェルジツェ間の路線番号が087であった。

## 運行形態

### 快速「スピェシニー(Sp)」
- ジャテツ - ポストロプルティ - ロヴォシツェ - ウースチー　　※GW Train Regio社による運行
平日は一日6往復、土曜日は北行のみ片道1本、日曜日は南行のみ片道1本の運行。ポストロポルティ以西は123号線に、ロヴォシツェ以東は090号線に乗入れる。
2023年度に運行を開始した。当初、平日は一日4往復のみの運行であったが、2025年度より6往復に増発され、概ね2時間に1本の運行となった。

### 普通
- ポストロプルティ - リトムニェルジツェ - チェスカー・リーパ　　※チェコ鉄道による運行
普通列車のみの運行で、1～2時間に1本運行されている。全列車が087号線と直通する。大部分が、原則ロヴォシツェで090号線プラハ方面・ヂェチーン方面双方の特急と、ポストロプルティで123号線モスト方面と接続する。
2020-22年度は、ポストロポルティ - ロウニ駅と、ロウニ町 - リーパの系統に分割されていた。

- モスト - ロヴォシツェ - リトムニェルジツェ　　※鉄道交通自動化社による運行
普通列車のみの運行。平日1時間に1本、休日2時間に1本運行されている。ロヴォシツェ以西は113号線に直通する。ロヴォシツェで090号線プラハ方面・ウースチー方面双方の普通と接続する。
2018年以前は、チェコ鉄道による運行で、またロヴォシツェ - リトムニェルジツェ間のみの運行であった。

- (ホチムニェルジ - ) ロヴォシツェ - リトムニェルジツェ　【土曜・休日運行】　　※鉄道交通自動化社による運行
普通列車のみの運行。休日のみ、2時間に1本運行されている。春・夏限定で、ロヴォシツェ以西097号線に直通する。ロヴォシツェで090号線プラハ方面・ウースチー方面双方の普通と接続する。
過去の運行形態
2018年以前は、チェコ鉄道による運行で、またロヴォシツェ - リトムニェルジツェ間のみの運行であった。ロヴォシツェ工場は全列車が通過していた。
2018年末に、鉄道交通自動化社に移管された。
2021年度より、春・夏限定で、097号線への直通を開始した。
2022年度より、一部がロヴォシツェ工場停車となった。

### 臨時列車
- T4系統
夏季の土曜・休日のみの運行で、モスト/トルジェビーヴリツェ - チージコヴィツェ - ロヴォシツェ間に一日3往復運行する。チージコヴィツェ以西はT4号線に直通する。なお、スレヨヴィツェを通過する。

- 快速（春季）
年に1日のみ、ロウニ - ポストロポルティ - ルジナー間に、一日1往復のみ運行する。ポストロプルティ以西は123号線に直通する。ブルジェズノを除く各駅に停車する。2018,19年運行。
2018年度は、ルジナー行の片道1本のみの運行であった。

- 快速（秋季）
年に1日のみ、ホムトフ→ロウニ→ポストロポルティ→ルジナー間に、一日1往復のみ運行する。ロウニ以北は126号線から、ポストロプルティ以西は123号線に直通する。ロウニ - ジャテツ間ノンストップで、ポストロプルティを通過する。2019年運行。

## 駅一覧
以下では、チェコ国鉄114号線の駅と営業キロ、停車列車、接続路線などを一覧表で示す。なお、全て各駅停車である。
| 路線名 | 駅名                                 | 駅間営業キロ | 累計営業キロ             | 累計営業キロ        | 累計営業キロ          | Sp | Os | 接続路線                                                            | 所在地       | 所在地               |
| ------ | ------------------------------------ | ------------ | ------------------------ | ------------------- | --------------------- | -- | -- | ------------------------------------------------------------------- | ------------ | -------------------- |
| 114    | ポストロプルティ駅                   | -            | ポストロプルティから 0.0 |                     |                       | ■  | ■  | 123号線（ジャテツ方面、モスト方面）                                 | ウースチー州 | ロウニ郡             |
| 114    | ブルジェズノ・ウ・ポストロプルト駅   | 3.2          | 3.2                      |                     |                       | ｜ | ■  |                                                                     | ウースチー州 | ロウニ郡             |
| 114    | ロウニ町駅                           | 5.7          | 8.9                      |                     |                       | ■  | ■  | 126号線（ラコヴニーク方面）                                         | ウースチー州 | ロウニ郡             |
| 114    | ロウニ中央駅                         | 0.8          | 9.7                      |                     |                       | ■  | ■  |                                                                     | ウースチー州 | ロウニ郡             |
| 114    | ロウニ駅                             | 1.7          | 11.4                     | ロウニから 0.0      |                       | ■  | ■  | 110号線（クラルピ方面）、126号線（モスト方面）                      | ウースチー州 | ロウニ郡             |
| 114    | ヴェルチェジェ駅                     | 3.0          | 14.4                     | 3.0                 |                       | ｜ | ■  |                                                                     | ウースチー州 | ロウニ郡             |
| 114    | スラヴェチーン・ナド・オフルジー駅   | 2.9          | 17.3                     | 5.9                 |                       | ｜ | ■  |                                                                     | ウースチー州 | ロウニ郡             |
| 114    | ラドニツェ・ナド・オフルジー駅       | 1.5          | 18.8                     | 7.4                 |                       | ｜ | ■  |                                                                     | ウースチー州 | ロウニ郡             |
| 114    | パーテク駅                           | 1.8          | 20.6                     | 9.2                 |                       | ｜ | ■  |                                                                     | ウースチー州 | ロウニ郡             |
| 114    | コシチツェ・ナド・オフルジー駅       | 3.1          | 23.7                     | 12.3                |                       | ｜ | ■  |                                                                     | ウースチー州 | ロウニ郡             |
| 114    | クルジェシーン駅                     | 2.0          | 25.7                     | 14.3                |                       | ｜ | ■  |                                                                     | ウースチー州 | リトムニェルジツェ郡 |
| 114    | ドゥバニ駅                           | 2.5          | 28.2                     | 16.8                |                       | ｜ | ■  |                                                                     | ウースチー州 | リトムニェルジツェ郡 |
| 114    | リボホヴィツェ町駅                   | 2.0          | 30.2                     | 18.8                |                       | ■  | ■  |                                                                     | ウースチー州 | リトムニェルジツェ郡 |
| 114    | リボホヴィツェ駅                     | 1.5          | 31.7                     | 20.3                | ロヴォシツェから 13.7 | ■  | ■  | 096号線（ロウドニツェ方面）                                         | ウースチー州 | リトムニェルジツェ郡 |
| 114    | スラチナ・ポド・ハズムブルケム駅     | 2.2          | 33.9                     |                     | 11.5                  | ｜ | ■  |                                                                     | ウースチー州 | リトムニェルジツェ郡 |
| 114    | ホチェショフ・ポド・ハズムブルケム駅 | 1.6          | 35.5                     |                     | 9.9                   | ｜ | ■  |                                                                     | ウースチー州 | リトムニェルジツェ郡 |
| 114    | ウーポフラヴィ駅                     | 3.8          | 39.3                     |                     | 6.1                   | ｜ | ■  |                                                                     | ウースチー州 | リトムニェルジツェ郡 |
| 114    | チージコヴィツェ駅                   | 2.1          | 41.4                     |                     | 4.0                   | ■  | ■  | 113号線（モスト方面）                                               | ウースチー州 | リトムニェルジツェ郡 |
| 114    | スレヨヴィツェ駅                     | 2.0          | 43.4                     |                     | 2.0                   | ｜ | ■  |                                                                     | ウースチー州 | リトムニェルジツェ郡 |
| 114    | ロヴォシツェ駅                       | 2.0          | 45.4                     | テプリツェから 36.4 | 0.0                   | ■  | ■  | 090号線（プラハ方面、ウースチー方面） 097号線（ホチムニェルジ方面） | ウースチー州 | リトムニェルジツェ郡 |
| 114    | ロヴォシツェ工場駅                   | 1.8          | 47.2                     | 38.2                |                       |    | ●  |                                                                     | ウースチー州 | リトムニェルジツェ郡 |
| 114    | ジャルホスチツェ駅                   | 2.2          | 49.4                     | 40.4                |                       |    | ■  |                                                                     | ウースチー州 | リトムニェルジツェ郡 |
| 114    | リトムニェルジツェ・チヘルナ駅       | 2.3          | 51.7                     | 42.7                |                       |    | ■  |                                                                     | ウースチー州 | リトムニェルジツェ郡 |
| 114    | リトムニェルジツェ上駅               | 1.4          | 53.1                     | 44.1                |                       |    | ■  | 087号線（リーパ方面）                                               | ウースチー州 | リトムニェルジツェ郡 |